# Solanum petrophilum
Solanum petrophilum är en potatisväxtart som beskrevs av Ferdinand von Mueller. Solanum petrophilum ingår i släktet skattor som ingår i familjen potatisväxter. Inga underarter finns listade i Catalogue of Life.

## Bildgalleri

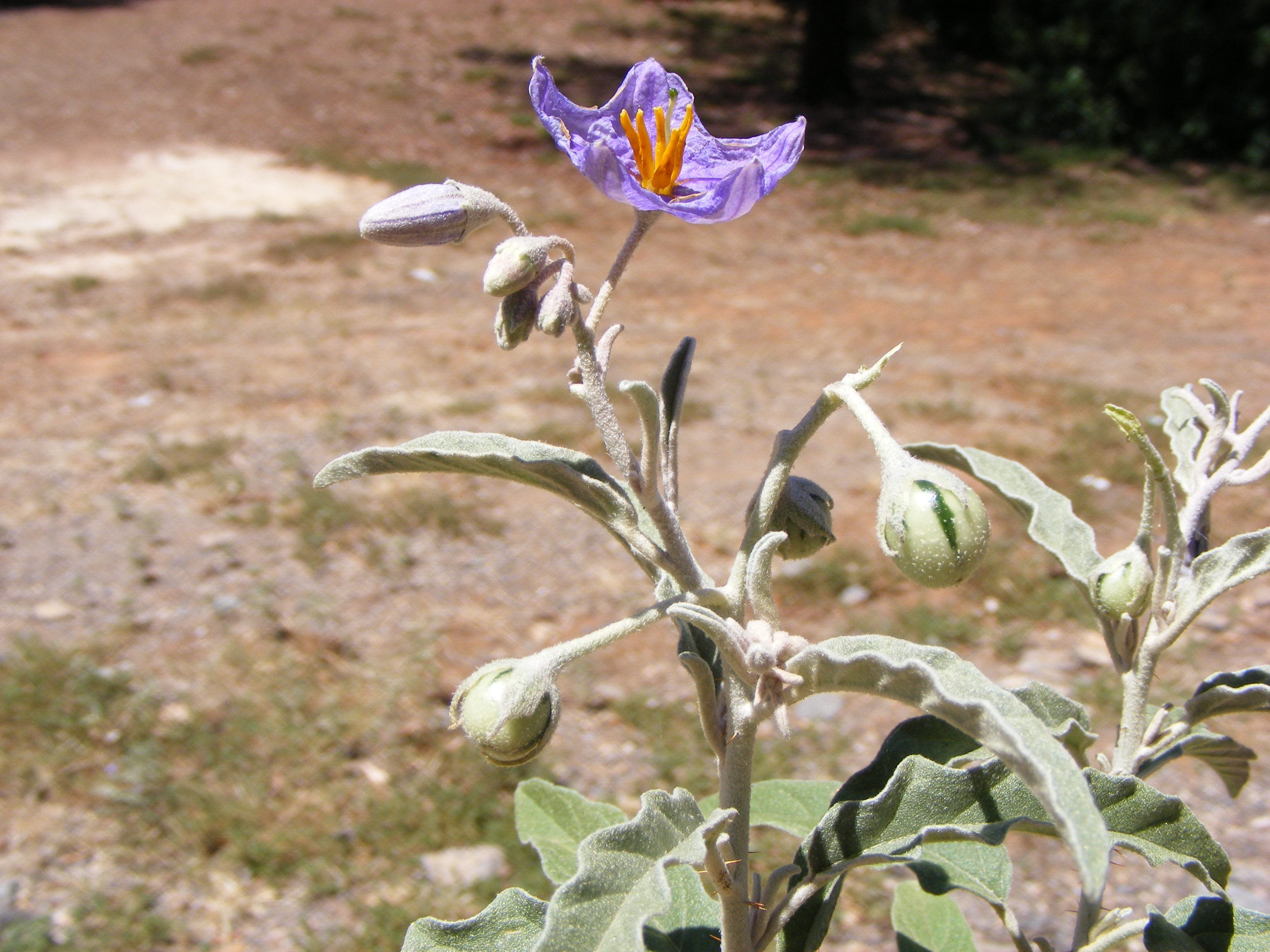
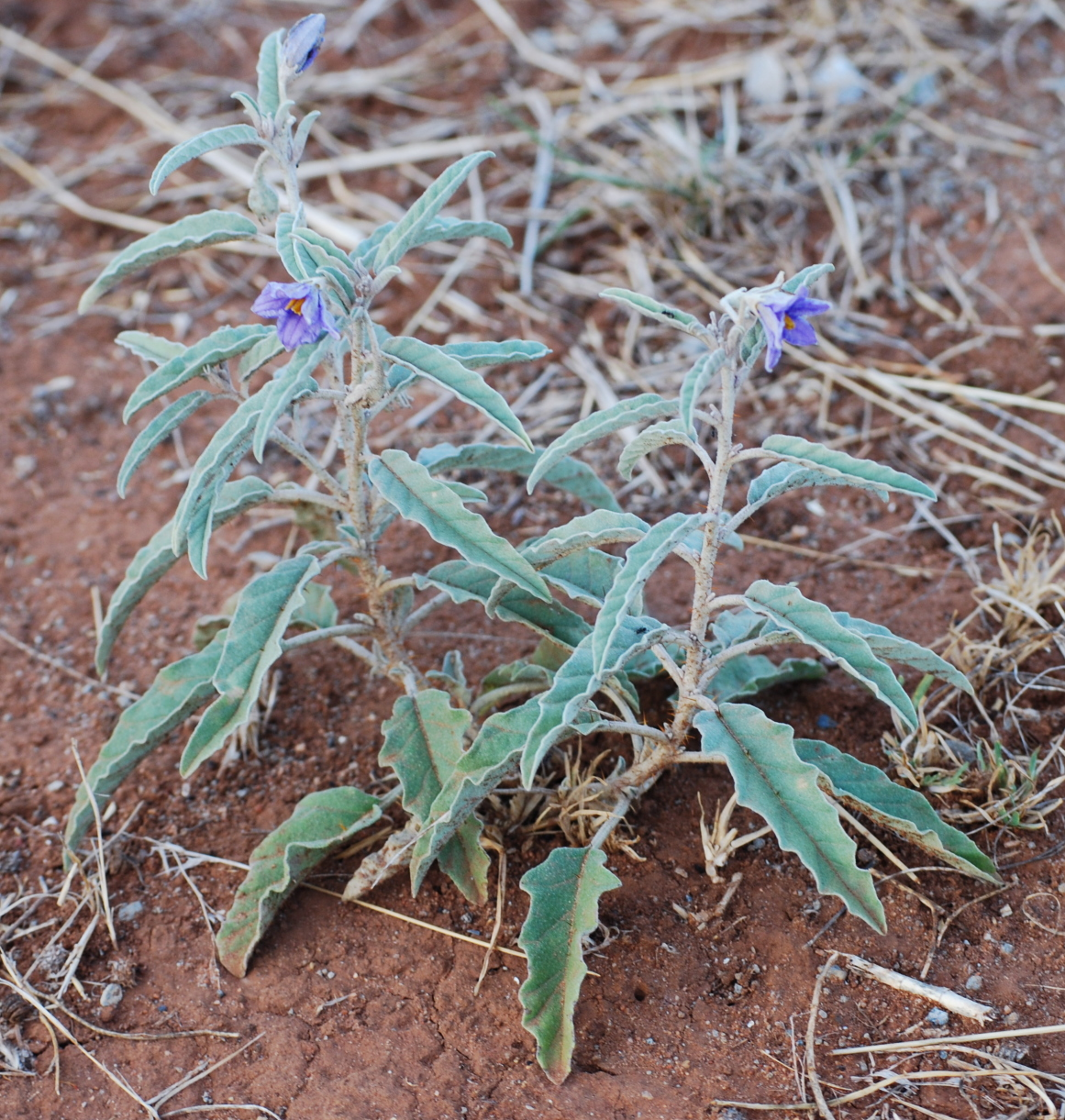
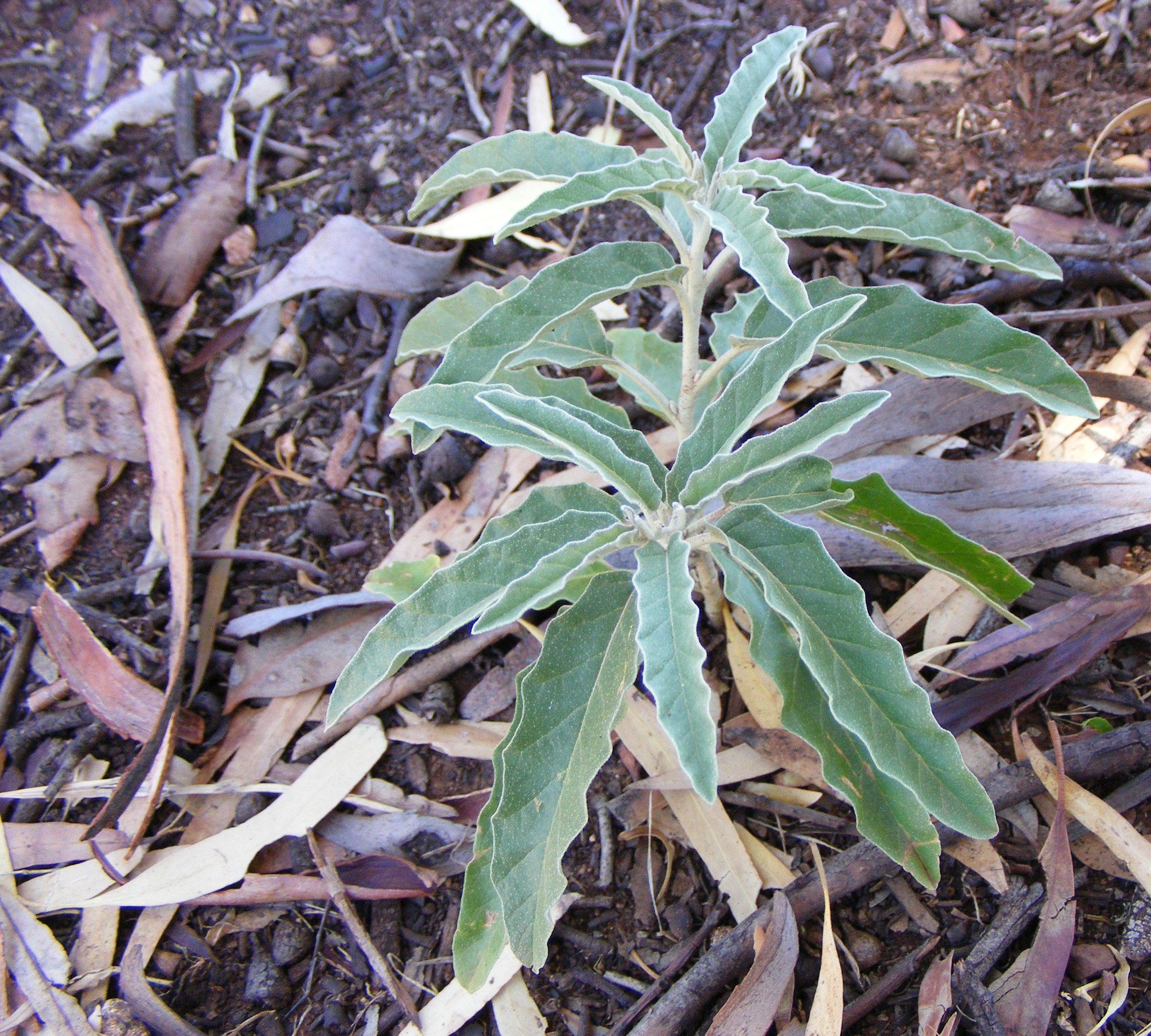
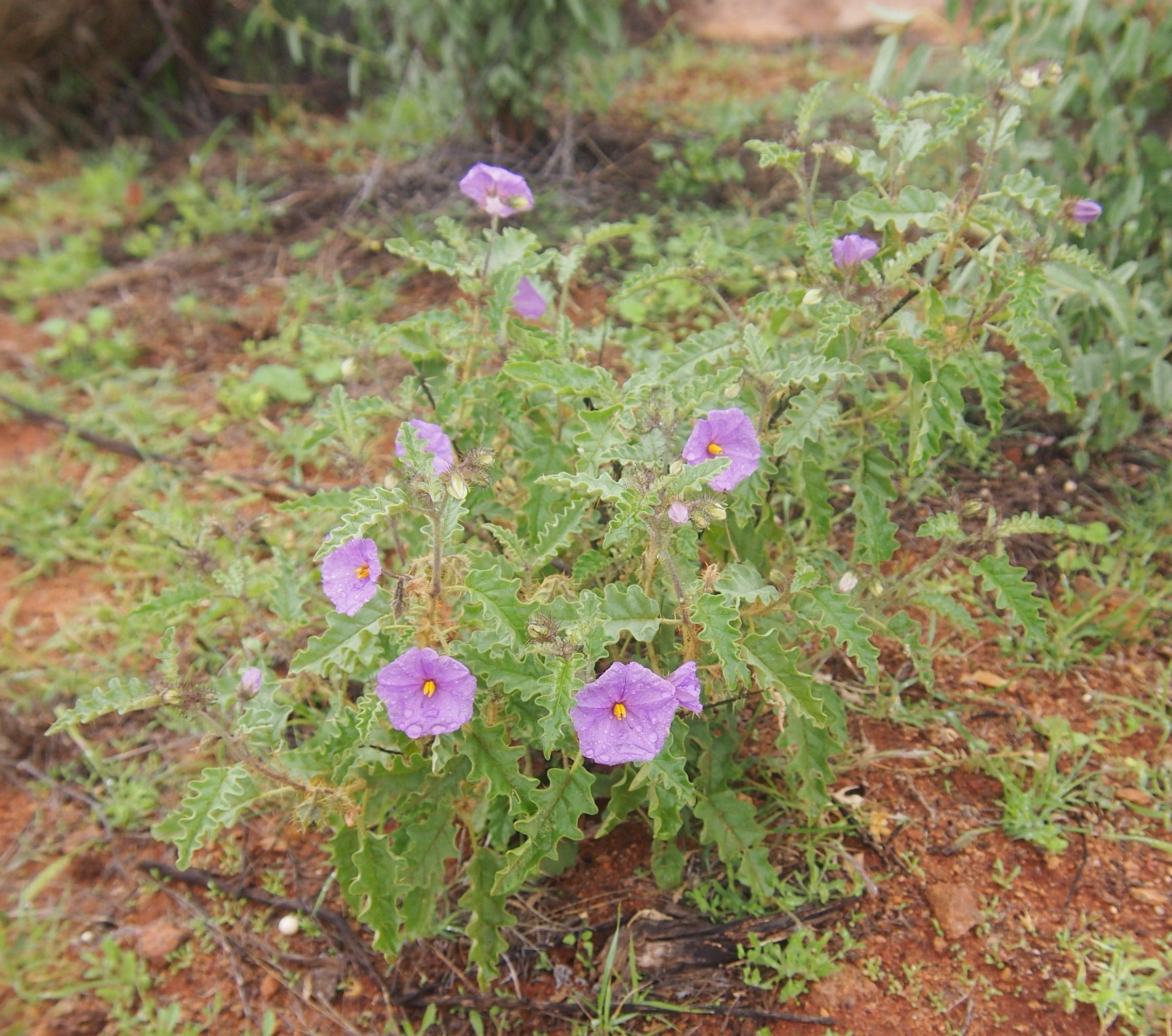